# カルーシュスコ＝リーシュスカヤ線
カルーシュスコ＝リーシュスカヤ線（カルーシュスコ＝リーシュスカヤせん、ロシア語: Калу́жско-Ри́жская ли́ния）はモスクワ地下鉄の路線の一つである。1958年にモスクワ地下鉄6号線として開通し、現在はノヴォヤセネフスカヤ駅（Новоя́сеневская）とメドヴェトコヴォ駅（Медведково）を結ぶ。総延長距離は37.8km、24の駅があり、1日当たりの乗車人員は1,283,024人/日である。

## 駅一覧
- ノヴォヤセネフスカヤ駅（Новоя́сеневская）
- ヤセネヴォ駅（Ясенево）
- チョープリ・スタン駅（Тёплый Стан）
- コンコヴォ駅（Коньково）
- ベリャイェヴォ駅（Беляево）
- カルーシュスカヤ駅（Калужская）
- ノヴィエ・チェリョームシキ駅（Новые Черёмушки）
- プロフソユーズナヤ駅（Профсоюзная）
- アカデミチェスカヤ駅（Академическая）
- レニンスキー・プロスペクト駅（レーニン大通り駅、Ле́нинский проспе́кт）
- シャボロフスカヤ駅（Шаболовская）
- オクチャーブリスカヤ駅（Октябрьская）
- トレチャコフスカヤ駅（Третьяковская）
- キタイ・ゴロド駅（Китай-город）
- トゥルゲーネフスカヤ駅（Турге́невская）
- スハレフスカヤ駅（Сухаревская）
- プロスペクト・ミーラ駅（Проспект Мира）
- リーシュスカヤ駅（Рижская）
- アレクセーエフスカヤ駅（Алексеевская）
- ヴェデンハ駅（ВДНХ）
- ボタニチェスキー・ サード駅（植物園駅、Ботанический сад）
- スヴィブロヴォ駅（Свиблово）
- バブシュキンスカヤ駅（Бабушкинская）
- メドヴェトコヴォ駅（Медведково）

## 開業年次
| 駅                                                       | 開業年     | 距離    |
| -------------------------------------------------------- | ---------- | ------- |
| プロスペクト・ミーラ駅 - ヴェデンハ駅                    | 1958-05-01 | 4.5 km  |
| オクチャーブリスカヤ駅 - ノヴィエ・チェリョームシキ駅    | 1962-10-13 | 12.6 km |
| ノヴィエ・チェリョームシキ駅 - カルージュスカヤ駅 (仮駅) | 1962-04-15 | 14.1 km |
| オクチャーブリスカヤ駅 - キタイ・ゴロド駅                | 1970-12-30 | 3.1 km  |
| プロスペクト・ミーラ駅 - キタイ・ゴロド駅                | 1971-12-31 | 3.1 km  |
| ノヴィエ・チェリョームシキ駅 - ベルヤイェヴォ駅          | 1974-08-12 | 2.2 km  |
| ヴェデンハ駅 - メドヴェトコヴォ駅                        | 1978-09-30 | 8.1 km  |
| シャボロフスカヤ駅                                       | 1980-11-06 | N/A     |
| ベルヤイェヴォ駅 - チョープリ・スタン駅                  | 1987-11-06 | 2.9 km  |
| チョープリ・スタン駅 - ノヴォヤセネフスカヤ駅            | 1990-01-17 | 3.6 km  |
| 合計                                                     | 24駅       | 37.8 km |

## 乗換
|            | 接続路線                                   | 乗換駅                                         |
| ---------- | ------------------------------------------ | ---------------------------------------------- |
| 1          | ソコーリニチェスカヤ線                     | トゥルゲーネフスカヤ駅                         |
| 2          | ザモスクヴォレーツカヤ線                   | トレチャコフスカヤ駅                           |
| 5          | 環状線                                     | プロスペクト・ミーラ駅、オクチャーブリスカヤ駅 |
| 7          | タガーンスコ＝クラスノプレースネンスカヤ線 | キタイ・ゴロド駅                               |
| 8          | カリーニンスコ＝ソンツェフスカヤ線         | トレチャコフスカヤ駅                           |
| 10         | リュビリーンスコ＝ドミトロフスカヤ線       | トゥルゲーネフスカヤ駅                         |
| 12         | ブートフスカヤ線                           | ノヴォヤセネフスカヤ駅                         |
|            | モスクワモノレール                         | ヴェデンハ駅                                   |
| ロシア国鉄 | モスクワ・リガ鉄道                         | リーシュスカヤ駅                               |